# محطة دريسدن النووية

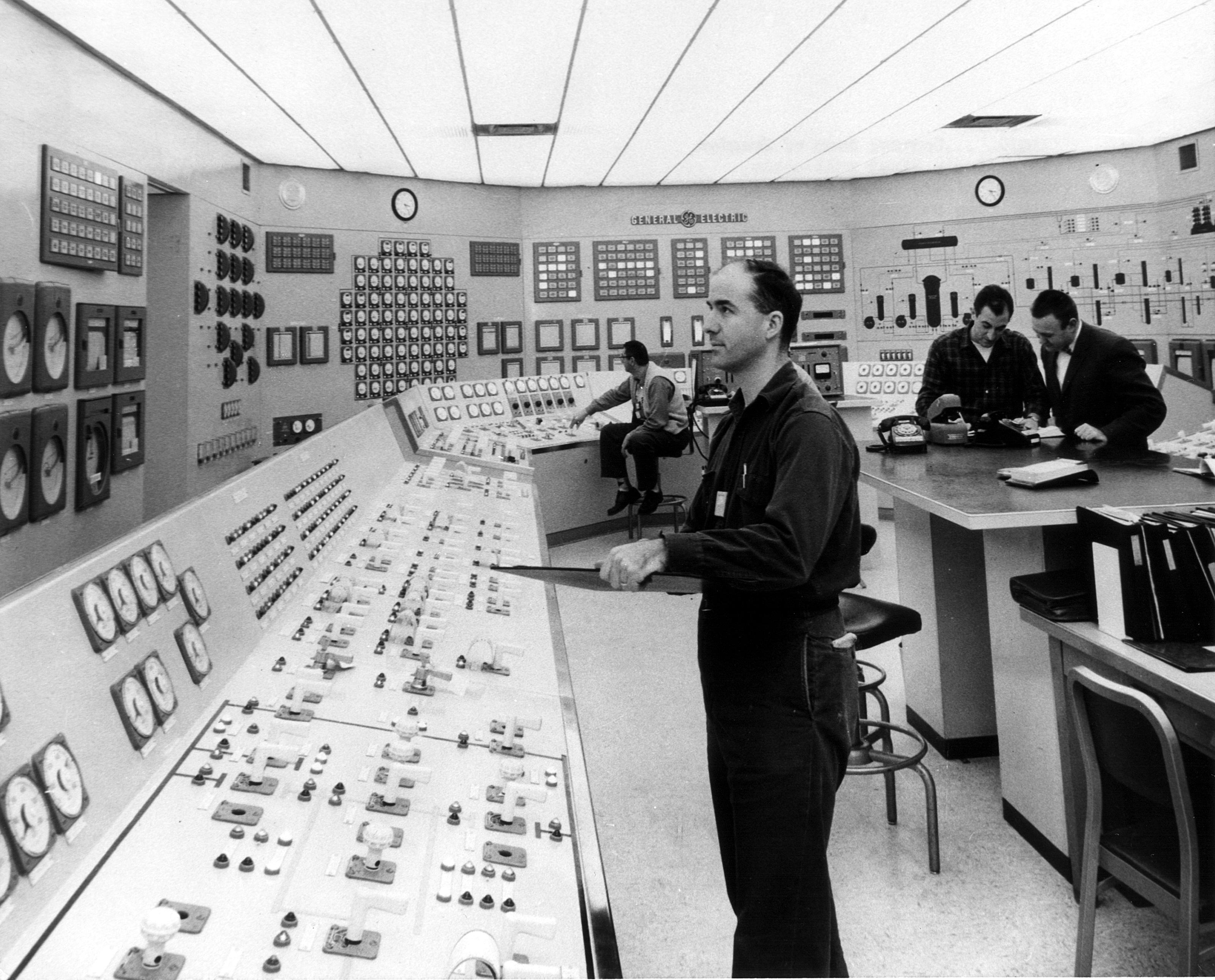
غرفة التحكم في محطة دريسدن عام 1962

محطة دريسدن النووية هي أول محطة طاقة نووية ممولة من القطاع الخاص تم بناؤها في الولايات المتحدة.

## نبذة
تحتوي المحطة على 3 وحدات، حيث تم تفعيل الوحدة الأولى  في عام 1960 وأغلقت في عام 1978. وتعمل الوحدة الثانية والثالثة منذ عام 1970، وتعمل بواسطة مفاعلات الماء المغلي.

## الموقع
تقع محطة دريسدن على مساحة 953 فدان (386 هكتار) في مقاطعة غروندي (إلينوي)، على نهر إلينوي، بالقرب من مدينة موريس.

## الخدمة
تخدم المحطة شيكاغو والجزء الشمالي من ولاية إلينوي، وهي قادرة على إنتاج 867 ميغاواط من الكهرباء من كلا المفاعلين، وهو ما يكفي لتزويد أكثر من مليون منزل أمريكي.

## الترخيص
في عام 2004، جددت هيئة التنظيم النووي (NRC) رخص التشغيل لكلا المفاعلين، لتمديدها من أربعين عام إلى ستين عام.